# Palazzo Branciforte

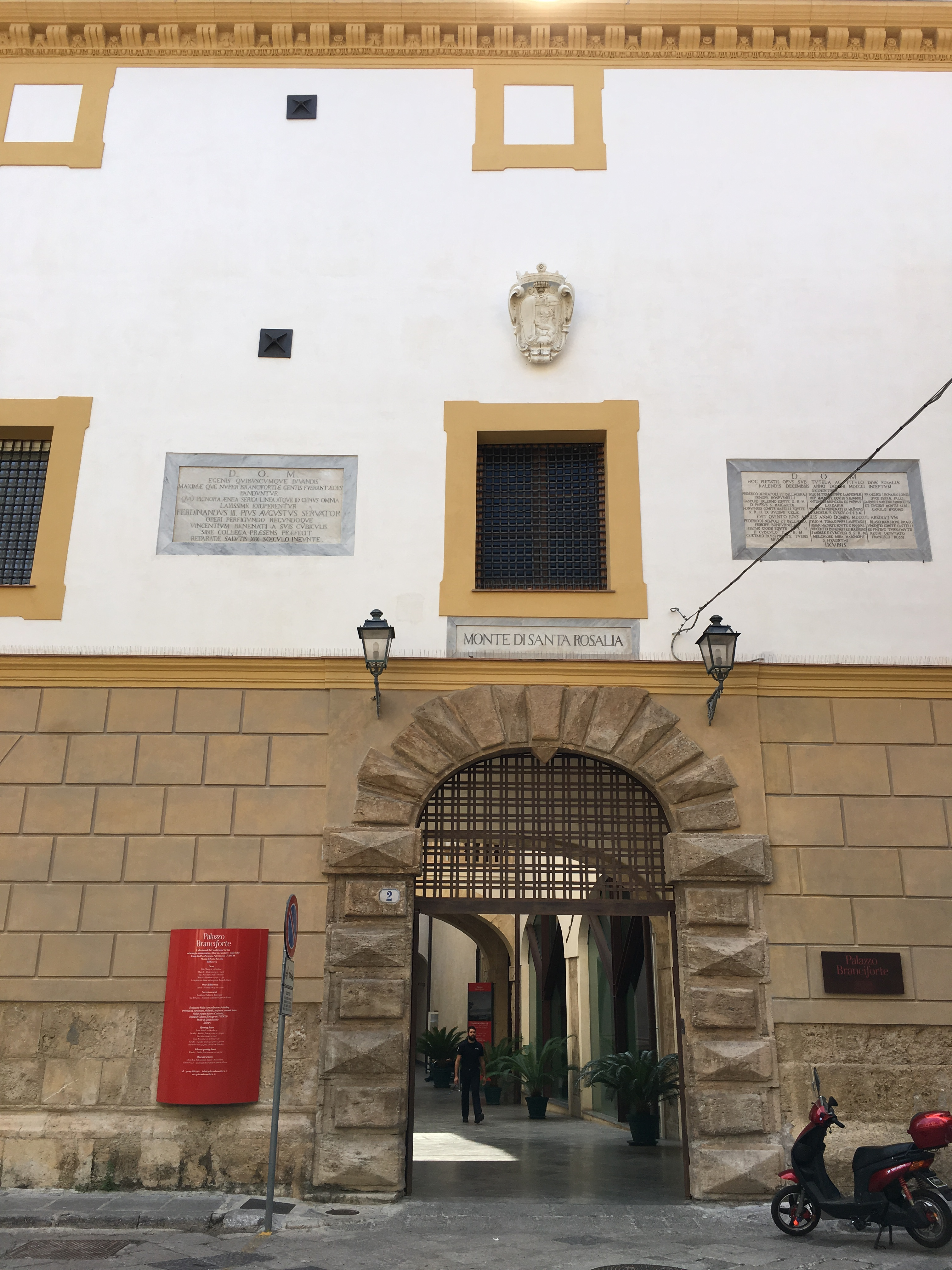
Palazzo Branciforte – Haupteingang

Der Palazzo Branciforte, auch „Raccuja“ (nach der Grafschaft der Erbauer), „Pietraperzia“ oder „Butera“, genannt, ist ein Palast in Palermo. Er liegt an der Via Bara dell’Olivella im historischen Zentrum von Palermo. Das Gebäude wurde im ausgehenden 16. Jahrhundert von der Familie Branciforte erbaut. 2005 kaufte die Stiftung Fondazione Sicilia (ehemals Stiftung der Banco di Sicilia) das Gebäude. Seit 2012 ist es Sitz der Stiftung. Auf einer Fläche von 5650 Quadratmetern sind die Büros und Teile der Sammlung der Stiftung untergebracht. Seit dem 23. Mai 2012 ist der Palazzo Branciforte für die Öffentlichkeit zugänglich.

## Geschichte
Wahrscheinlich ließ der Graf von Raccuja, Nicolò Placido Branciforte Lanza, den Palazzo Ende des 16. Jahrhunderts als Adelshaus neben den damaligen Stadtmauern und in der Nähe des Meeres errichten. Zu Beginn des 17. Jahrhunderts kaufte Giuseppe Branciforte, Prinz von Pietraperzia, den Bau. 1701 heirateten Ercole Branciforte und Gravina Caterina Branciforte und Ventimiglia, Universalerbin von don Nicolò Placido, Prinz von Butera. Das Paar erhielt als Wohnsitz den Palazzo in der Kalsa. Nachdem die Familie Branciforte vom Senat der Stadt die Erlaubnis erhalten hatte, eine Straße zu überbauen, errichteten sie zwischen dem Ende des 17. Jahrhunderts und den 1730er Jahren nach Plänen von Giacomo Amato und Ferdinando Fuga einen Anbau, den sie mit Brücken mit dem Palais verbanden. Auch die alte Residenz ließen sie repräsentativ ausbauen. Mit ihm verdoppelte sich die Größe des Palazzo. Damit wurde  das alte Gebäude zu einer der größten und prächtigsten aristokratischen Residenzen der Stadt. Ein Brand zerstörte 1759 große Teile des Gebäudes. Der folgende Wiederaufbau unter den Architekten und Ingenieuren Paolo Vivaldi, Salvatore Attinelli, Carlo Chenchi und Pietro Trombetta dauerte fast 50 Jahre.
Zu Beginn des 19. Jahrhunderts steckte Palermo in einer schweren Wirtschaftskrise. Große Teile der Bevölkerung verarmten. 1801 bat die Stadtregierung die Familie Branciforte, das gesamte Gebäude an den Senat von Palermo zu verpachten. Die Stadt wollte den Bau, um ein Pfandleihhaus mit dem Namen „Monte della Pietà per la Pignorazione“ einzurichten. Dieses benötigte zu dieser Zeit mehr Platz, um die wachsende Zahl der verpfändeten Objekte zu lagern. Die Familie Branciforte residierte seither in einem Palazzo an der Piazza Marina.

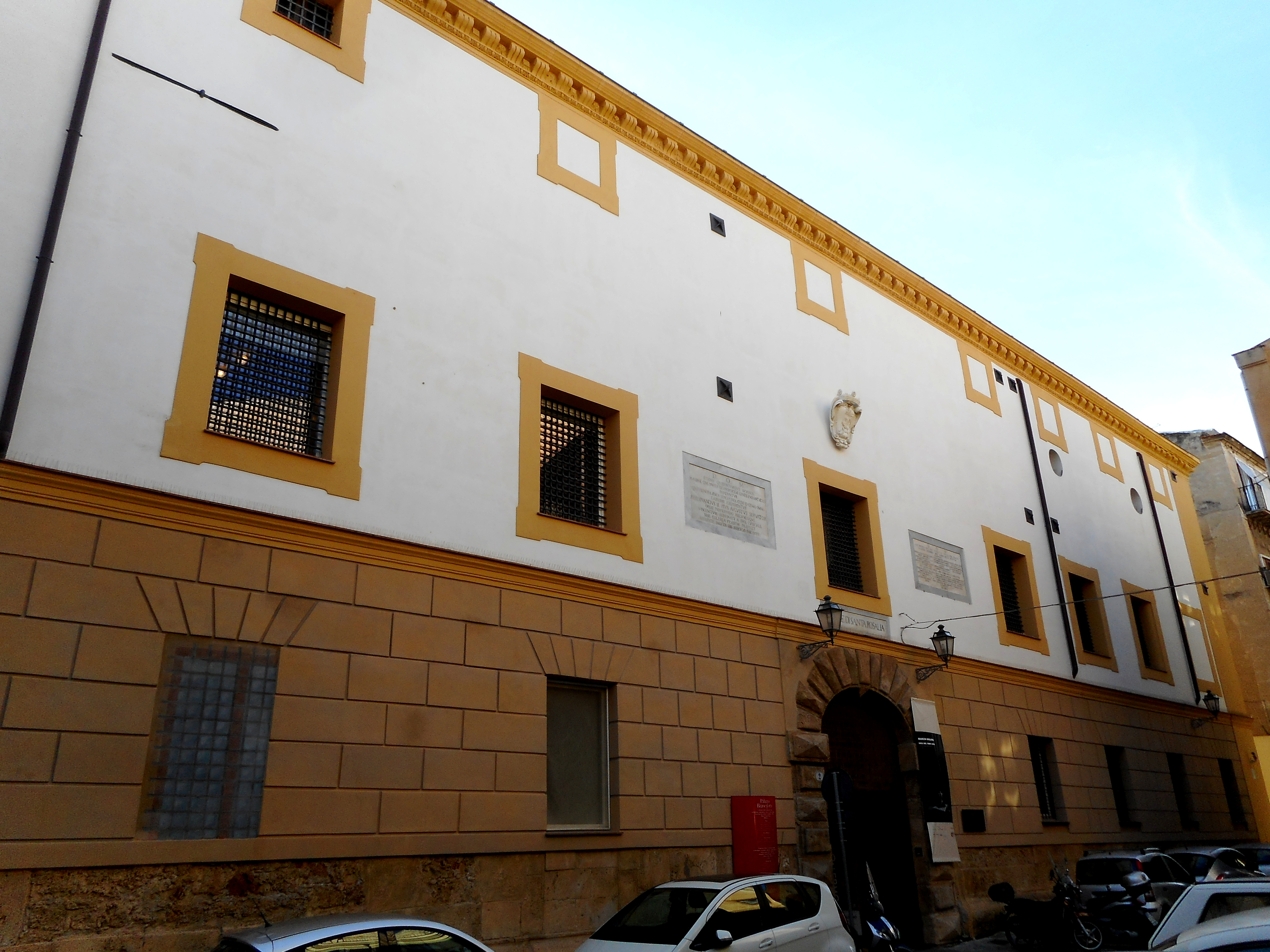
Seitenansicht mit den teilweise vermauerten Fensteröffnungen

Der Senat ließ das Gebäude in der Folgezeit für seinen neuen Zweck umbauen. Die Balkone wurden abgerissen, viele Fenster vermauert und andere durch Eisengitter gesichert. Anschließend bezog das Pfandleihhaus die Räume. Die örtliche Bevölkerung bezeichnete die ehemalige Adelsresidenz fortan als Altkleiderhaus. Während des Aufstandes gegen die Bourbonen beschädigte 1848 ein durch eine Kanonenkugel ausgelöstes Feuer das Gebäude schwer. Unter anderem stürzten die Böden im Inneren teilweise ein. Bei der folgenden Restaurierung wurden sie nicht wieder in das Gebäude eingezogen, sodass die Flächen im zweiten und dritten Stock des Gebäudes in einen hohen Raum integriert wurden. Dort ließen die Eigentümer Holzregale, Leitern und kleine Plattformen wurden zur Lagerung von verpfändeten Objekten eingebaut.
Im Jahre 1929 übernahm die Zentralsparkasse Vittorio Emanuele per le Province Siciliane das Pfandleihhaus. Während des Zweiten Weltkriegs wurde das Bauwerk bei den Bombenangriffen mehrmals beschädigt. Das Gebäude der Branciforte wurde bis Anfang der 1980er Jahre für die Verpfändung von minderwertigen Pfandgütern genutzt, bis es zum Sitz der Fondazione Chiazzese, des Archivs und der Bibliothek der Sparkasse wurde.
Ende der 1990er Jahre übernahm die Banco di Sicilia die Sparkasse Vittorio Emanuele per le Province Siciliane. Im Palazzo Branciforte war fortan ein Ausbildungszentrum für Bankmitarbeiter untergebracht. Diese Funktion behielt er auch nach der Eingliederung der Banco di Sicilia in die Capitalia Group.
Am 30. Dezember 2005 kaufte die Stiftung der Banco di Sicilia den Palazzo Branciforte und die Villa Zito für rund sechs Millionen Euro. Anschließend investierte die Stiftung rund 18 Millionen Euro für die Wiederherstellung des Gebäudes. Im Jahr 2008 begannen die Restaurierungsarbeiten nach Plänen der Architektin Gae Aulenti. Während der Arbeiten wurden die durch mehrere Bombenangriffe beschädigte Straße zwischen beiden Gebäudeteilen, die beiden Eingänge, der Stall, einige Repräsentationsräume der Branciforte und die Gärten wieder hergerichtet.
Im Jahre 2012 wurde der Palazzo als Kulturzentrum wiedereröffnet. Die Einweihung fand in Anwesenheit des damaligen italienischen Präsidenten Giorgio Napolitano statt. Das Eröffnungsdatum wurde anlässlich des 20. Jahrestages des Mafiaattentates auf den Richter Giovanni Falcone bewusst auf den 23. Mai gelegt. Zur Eröffnung zeigte das Museum eine Fotoausstellung der italienischen Nachrichten- und Presseagentur Agenzia Nazionale Stampa Associata (ANSA) über Falcone sowie über den ebenfalls bei einem Mafiaattentat umgekommenen Richter Paolo Borsellino.

## Das Gebäude

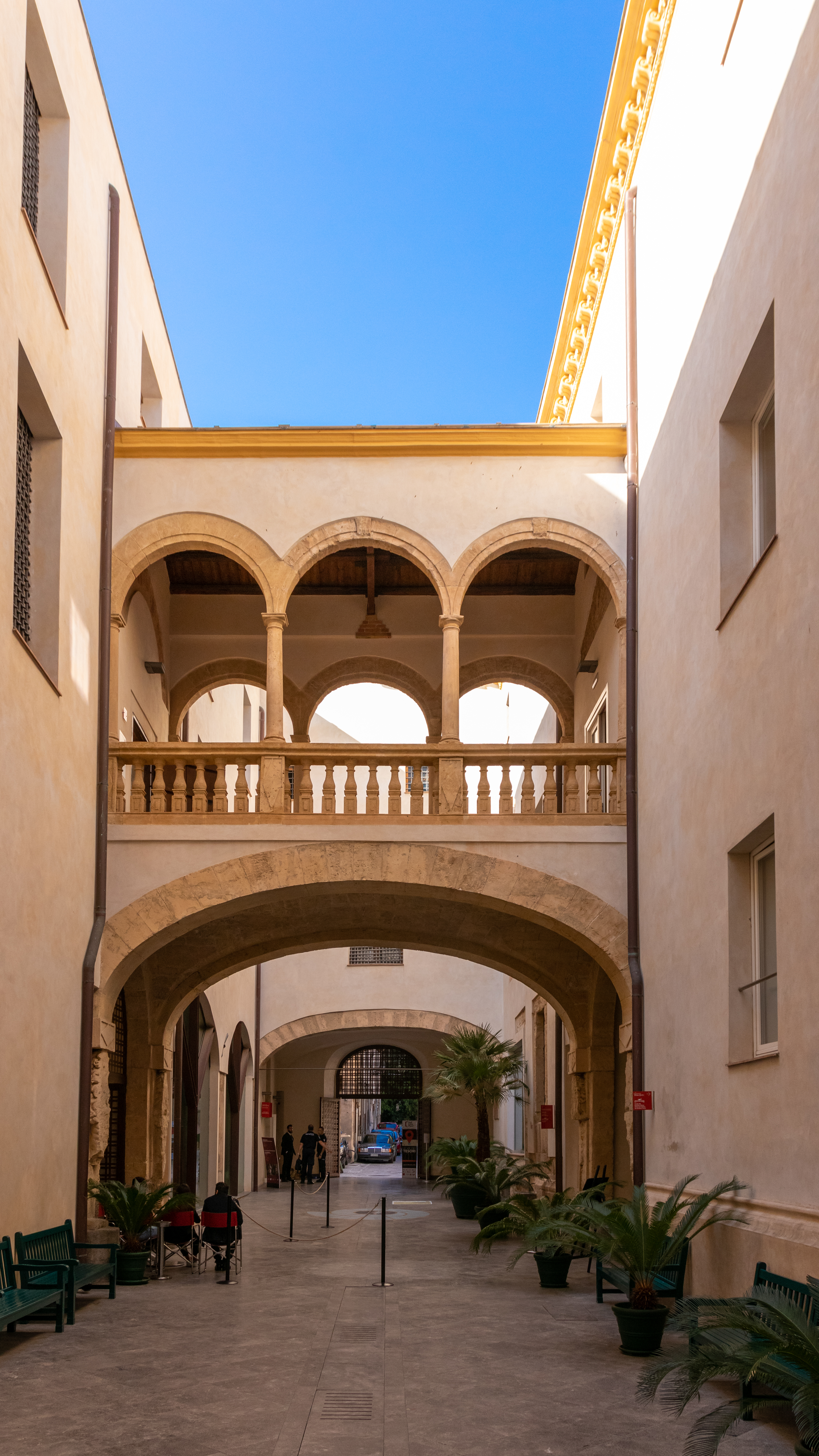
Eine Straße trennt die beiden mit Brücken verbundenen Gebäudeteile

Der Palazzo Branciforte ist ein Adelshaus des ausgehenden 16. Jahrhunderts. Er besteht aus zwei durch eine Straße getrennte Gebäudeteile, die über Gänge und Brücken miteinander verbunden sind. Er erstreckt sich über eine Grundfläche von 5650 Quadratmetern. Er gehört damit zu den größten aristokratischen Residenzen der Stadt. Der Zugang erfolgt über einen der beiden Eingänge an der Via Butera in die Eingangshalle und von dort aus zum monumentalen großen Treppenhaus mit zentralem Treppenhaus, das mit roten Marmortreppen und Säulen verziert ist.
In den Räumen der sogenannten Cavallerizza (Reitschule) im Erdgeschoss befinden sich die archäologische Sammlung und die historische Majolikasammlung. Ebenfalls im Erdgeschoss befinden sich die Kochschule Gambero Rosso für Profis und Amateure sowie ein nach dem Palazzo benanntes Restaurant, das sich auf traditionelle mediterrane Gerichte spezialisiert hat.
Die ehemaligen Repräsentationsräume befanden sich im Piano nobile. Es entstand auf Höhe der damaligen Stadtmauer und ermöglichte so eine weite Aussicht. Sie beginnen mit der Eingangsgalerie, deren Decke mit Fresken verziert ist, die Gioacchino Martorana (1735–1779) und den Quadraturisten Gaspare und Giuseppe Cavarretta und Benedetto Cotardi zugeschrieben werden. Sie zeigen illusionistische architektonische Motive, wobei im Falle der Galerie Engel und Putten das Wappen Branciforte halten. Auch in den folgenden Räumen überwiegen illusionistische architektonische Motive. Die Wände sind vertäfelt. Darüber befinden sich große Leinwände mit Familienporträts und über den Türen Darstellungen der Besitztümer der Prinzen von Butera. Das Gewölbe des letzten Raumes ist mit Rocaille-Stuck verziert und mit Putten übersät. In dem Raum befinden sich auch Porträts des Prinzen Salvatore Branciforte und seiner Frau Maria Anna Pignatelli Aragona. Die Emporen sind mit Gemälden aus dem 18. Jahrhundert verziert, die deutlich arabische und chinesische Einflüsse zeigen. Der aus der zweiten Hälfte des 18. Jahrhunderts stammende ursprüngliche Majolica-Bodenbelag einer palermitanischen Manufaktur ist nur im ersten Raum erhalten. Einige Räume im zweiten Stock sind mit Fresken mit allegorischen Figuren versehen, die die Planeten symbolisieren: Merkur und Venus, Jupiter und Mars, Sonne und Saturn.
Briefmarken-, Münz- und Skulpturensammlungen sowie die historische Bibliothek mit mehr als 50.000 Büchern aus der Sammlung der Fondazione Sicilia sind im ersten Obergeschoss untergebracht. Vom ersten Obergeschoss gelangt man in die Lagerräume des ehemaligen Pfandleihhauses Monte di Santa Rosalia. Dort blieben die markanten Holzkonstruktion erhalten, die das Pfandleihhaus Ende des 18. Jahrhunderts einbauen ließ, um die sogenannten „unedlen“ Güter zu lagern. Sie zählen zu den wertvollsten Teilen des Gebäudes.
Das Auditorium Branciforte wird für Konferenzen, Tagungen und kulturelle Veranstaltungen genutzt. In den Räumen vor dem Auditorium sind acht bedeutende Wandmalereien aus dem 17. Jahrhundert zu sehen. Sie sind ein Werk des Künstlers Gaspard Dughet und zeigen biblische Szenen mit Jakob, David und der Zerstörung von Sodom. Die Bibliothek ist in einem dreistöckigen Lesesaal untergebracht, dessen Decke ein von Ignazio Moncada di Paternò (* 1932 in Palermo; † 2012 in Mailand) angefertigtes Fresco zeigt.

## Museum

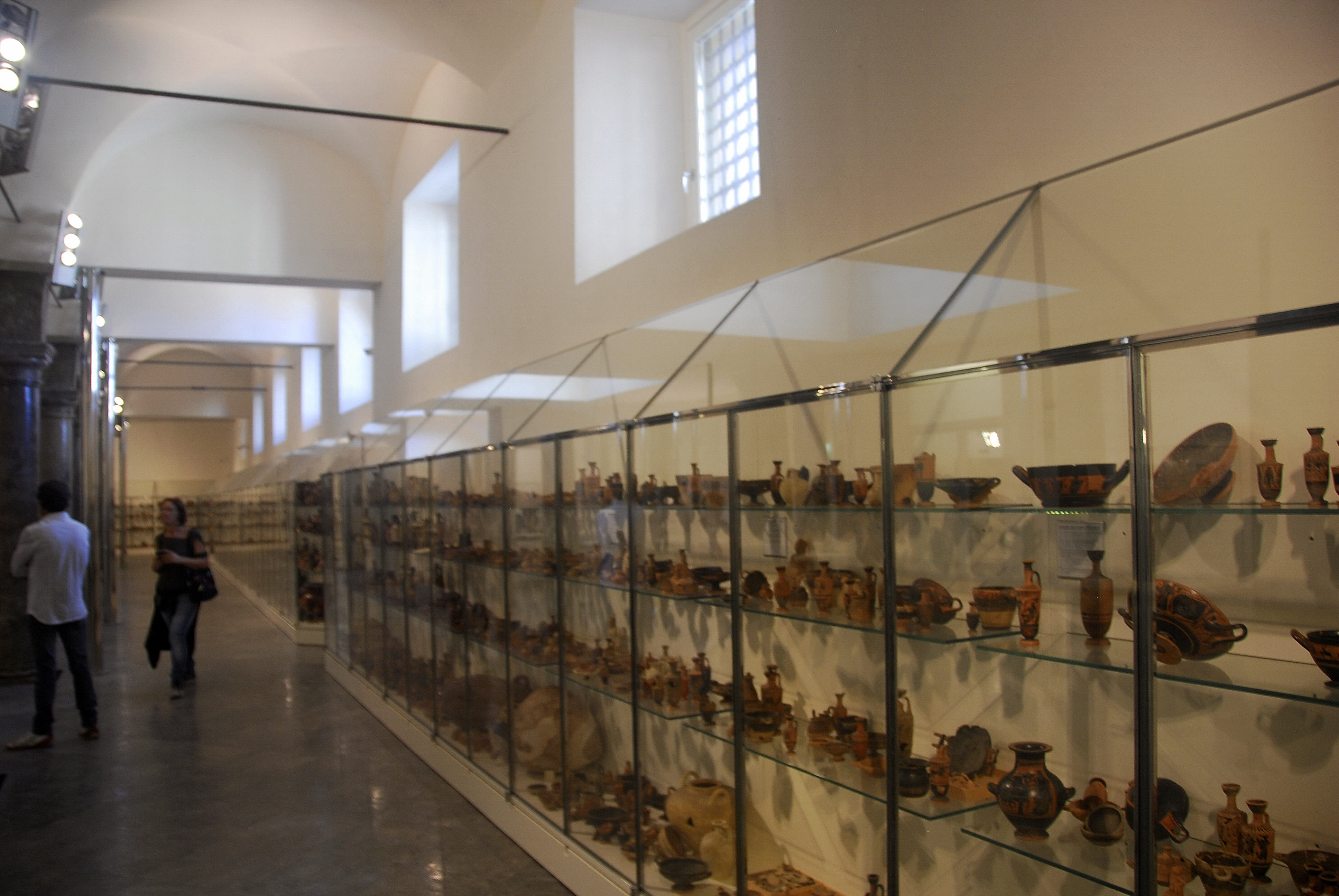
Die archäologische Sammlung

Im Erdgeschoss zeigt die Stiftung Dauerleihgaben der Soprintendenza per i Beni Archeologici, archäologische Funde (größtenteils Grabbeigaben) aus archäologischen Ausgrabungen in Selinunte, Terravecchia di Cuti, Himera und Solunt, deren Ankauf die Banco di Sicilia finanzierte sowie Erwerbungen von Privatpersonen und Antiquitätenmärkten. Die 4751 Objekte umfassende Sammlung besteht aus Keramik verschiedener Art aus verschiedenen Epochen (prä- und frühgeschichtliche, griechische, sikanische, Objekten aus der Zeit der Magna Graecia sowie einheimischen Funden aus der archaischen, klassischen und hellenistischen Zeit), sowie architektonische und mit religiösen Motiven verzierte Terrakotten, Bronzen, Schmuck, Glaswaren und Elfenbein. Aus der Römerzeit gibt es eine doppelzüngige Herma und eine Amphore für den Transport von Wein, die aus dem Meer geborgen wurde.
Die wichtigsten Ausstellungsstücke der Majolikasammlung der Fondazione Sicilia sind Werke des 17. und 18. Jahrhunderts, darunter sehr seltene Stücke aus Sizilien und Meisterwerke aus anderen Teilen Italiens (Faenza, Urbino, Venedig und Rom), aus Europa sowie dem Osten (China, Iran, Türkei), die zwischen dem 15. und 18. Jahrhundert entstanden sind.
Die Briefmarkensammlung umfasst seltene Postwertzeichen. Darunter befinden sich die ersten Briefmarken, die vom Königreich der beiden Sizilien 1858 sowie am 1. Januar 1859 im Königreich Sizilien herausgegeben wurden.
Im Münzkabinett präsentiert die Stiftung ihren Fundus von mehr als 1000 Münzen. Gezeigt werden sechs Jahrhunderte Münzproduktion in den Münzstätten Siziliens von 1282 (Beginn der aragonischen Zeit, nach der sizilianischen Vesper) bis 1836, dem Jahr, in dem Ferdinand II. die letzte Münzprägung in Palermo genehmigte. Es ist die nach eigenen Angaben die einzige vollständige Sammlung mittelalterlicher und moderner sizilianischer Münzen, die in Italien für die Öffentlichkeit zugänglich ist. Darüber hinaus enthält die Sammlung auch einige Bronzegewichte.
Die Skulpturensammlung umfasst 55 Objekte des 19. und 20. Jahrhunderts. Sie werden ebenfalls im ersten Obergeschoss gezeigt. Dort befinden sich Bronzen von Antonio Ugo, Giacomo Manzù, Costantino Barbella, Vincenzo Bentivegna, Tommaso Bertolino, Pasquale und Benedetto Civiletti, Ettore Cumbo, Jaroslav Horejc, Edouard Drouot, Giacomo della Giustina, Filippo Sgarlata, Benedetto De Lisi Jr, Domenico De Lisi, Lucio Fontana, Vincenzo Gemito, Nino Geraci, Filippo Silvestro Giulianotti, Emilio Greco, Salvatore Profeta, Domenico Abate Cristalli, Guido Righetti, Benedetto D’Amore sowie Igor Mitoraj.

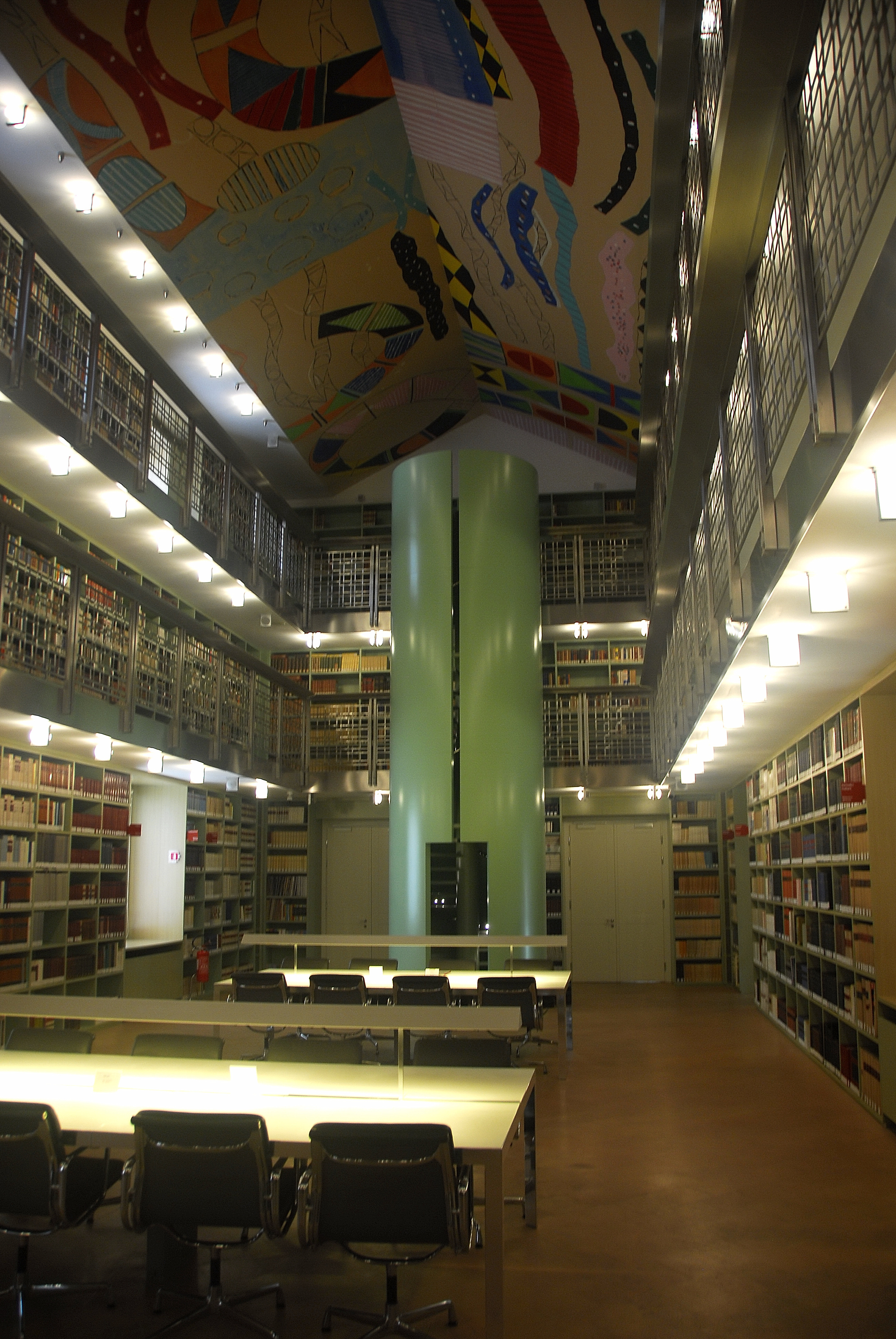
Blick in die Bibliothek

Die Bibliothek der Stiftung umfasst mehr als 50.000 Bücher, darunter Werke zur Geschichte Siziliens, der Kunstgeschichte, der Numismatik und der Archäologie Siziliens. Der historische Bestand der Bibliothek umfasst viele Publikationen, die zwischen 1501 und 1830 gedruckt wurden. Neben den eigenen Beständen verwahrt die Bibliothek bedeutende Buchbestände als Deposita. Größter Einzelposten ist hier die 8000 Werke umfassende Bibliothek des Juristen und Politikers Francesco „Franco“ Restivo, der sowohl Präsident der Autonomen Region Siziliens als auch Innen- und Verteidigungsminister Italiens und von 1958 bis zu seinem Tod 1976 Mitglied der Abgeordnetenkammer (Camera dei deputati) war. Eine weitere Dauerleihgabe ist die Privatbibliothek des Architekten Giuseppe Spatrisano mit etwa 2000 Bänden sowie von ihm gefertigten Entwürfen und Modellen. Darüber hinaus verwahrt die Bibliothek Bestände der Bibliotheken der Banco di Sicilia, der Cassa di Risparmio Vittorio Emanuele per le Province Siciliane und der Stiftung ''Lauro Chiazzese'' für Kunst und Kultur, die teilweise in der Stiftungseigenen Villa Zito aufbewahrt werden und die nach Vereinbarung im Lesesaal zur Verfügung stehen. Von großer Bedeutung ist die Sammlung von Karten von Sizilien, die die historische Entwicklung der Kartographie vom 16. bis zum 18. Jahrhundert zeigt.

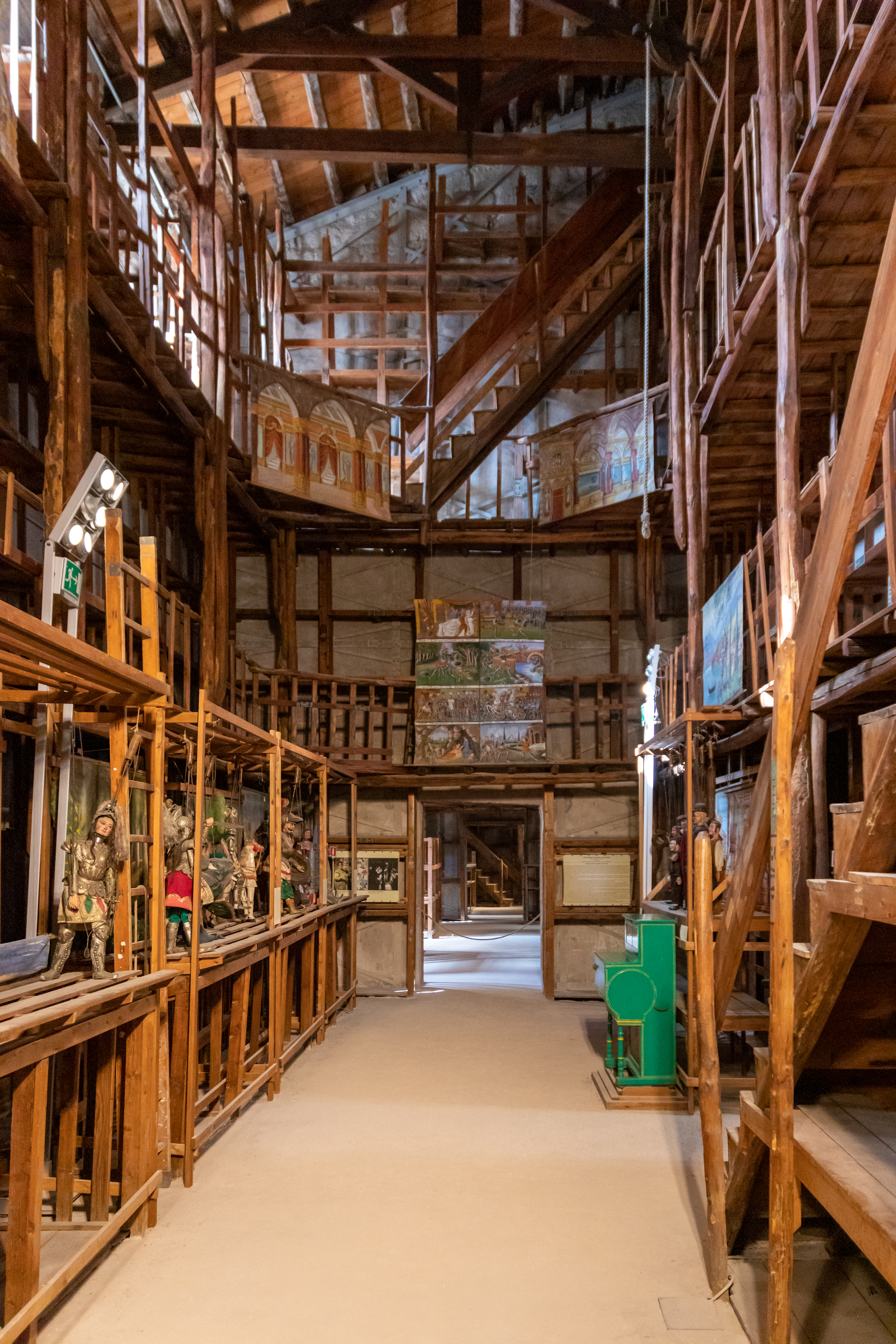
Regalkonstruktionen des ehemaligen Pfandleihhauses

In den Lagerräumen des ehemaligen Pfandleihhauses Monte di Santa Rosalia zeigt die Stiftung als Dauerausstellung die 109 Objekte umfassende Sammlung sizilianischer Marionetten Collezione Giacomo Cuticchio Pupi Siciliani, die ihr von der Familie Cuticchio als Dauerleihgabe zur Verfügung gestellt wurde. Darüber hinaus werden die Räume für temporäre Kunstausstellungen genutzt.

## Die Stiftung
Die Fondazione Banco di Sicilia (heute Fondazione Sicilia) wurde am 21. Dezember 1991 von der Banco die Sicilia ausgegliedert. Dabei übertrug die Bank der Stiftung alle in ihrem Besitz befindlichen Kunst- und Kulturgüter, darunter die wertvollen Sammlungen des Museums der Stiftung Mormino. Seit dem 23. Mai 2012 firmiert die Stiftung Banco di Sicilia unter dem Namen Fondazione Sicilia. Sie hat als oberstes Ziel die Förderung der Kultur der Insel und unterstützt Initiativen, die in Bildung, Ausbildung, Erhaltung und Förderung des künstlerischen und kulturellen Erbes, wissenschaftlicher Forschung, aber auch in den Bereichen Theater, Kunst und Literatur tätig sind.
Seit 2012 hat sie ihren Sitz im Palazzo Branciforte, den sie 2005 mit der Villa Zito erwarb. In den beidenstiftungseigenen Gebäuden wird der Fundus aufbewahrt. Im Palazzo Branciforte werden die archäologischen, numismatischen sowie philatelistischen Sammlungsbestände sowie Skulpturen und Fresken gezeigt. Die Gemäldegalerie der Fondazione Sicilia, die sich in der Villa Zito befindet, besteht aus mehr als dreihundert Werken, die vom siebzehnten bis zum zwanzigsten Jahrhundert. entstanden. Zum Bestand der Stiftung gehören Werke von Mattia Presti und Salvator Rosa bis hin zu sizilianischen Landschaftsmalern des neunzehnten Jahrhunderts wie Francesco Lojacono, Antonino Leto, Michele Catti und anderen. Die zum Besitz der Stiftung gehörende umfangreiche Sammlung von Zeitschriften der Banco di Sicilia wird ebenfalls in der Villa Zito aufbewahrt.